# Катрин Хайгъл
Катрин Хайгъл (на английски: Katherine Heigl) е американска актриса.

## Частична филмография

### Кино
- 1994 – „Баща ми е върхът“ (My Father the Hero)
- 1995 – „Под обсада 2“ (Under Siege 2: Dark Territory)
- 1996 – „Сбъднато желание“ (Wish Upon a Star)
- 1998 – „Годеницата на Чъки“ (Bride of Chucky)
- 2000 – „100 момичета“ (100 Girls)
- 2001 – „Свети Валентин“ (Valentine)
- 2005 – „Странични ефекти“ (Side Effects)
- 2005 – „Измамникът“ (The Ringer)
- 2007 – „Позабременяла“ (Knocked Up)
- 2008 – „27 сватби“ (27 Dresses)
- 2009 – „Грозната истина“ (The Ugly Truth)
- 2010 – „Убийци“ (Killers)
- 2010 – „Такъв е животът“ (Life as We Know It)
- 2011 – „Новогодишна нощ“ (New Year's Eve)
- 2012 – „Ловец на глави“ (One for the Money)
- 2013 – „Тежка сватба“ (The Big Wedding)
- 2014 – „Крадци на ядки“ (The Nut Job)

### Телевизия
- 1999 – 2002 – „Розуел“ (Roswell)
- 2005 – 2010 – „Анатомията на Грей“ (Grey's Anatomy)